# Robertskollen
Robertskollen är en kulle i Antarktis. Den ligger i Östantarktis. Norge gör anspråk på området. Toppen på Robertskollen är 302 meter över havet.
Terrängen runt Robertskollen är platt åt sydost, men åt nordväst är den kuperad. Trakten är obefolkad. Det finns inga samhällen i närheten.